# Port Aransas
Port Aransas is een plaats (city) in de Amerikaanse staat Texas, en valt bestuurlijk gezien onder Nueces County.

## Demografie
Bij de volkstelling in 2000 werd het aantal inwoners vastgesteld op 3370.
In 2006 is het aantal inwoners door het United States Census Bureau geschat op 3757, een stijging van 387 (11.5%).

## Geografie
Volgens het United States Census Bureau beslaat de plaats een oppervlakte van
31,3 km², waarvan 22,8 km² land en 8,5 km² water. Port Aransas ligt op ongeveer 1 m boven zeeniveau.

## Plaatsen in de nabije omgeving
De onderstaande figuur toont nabijgelegen plaatsen in een straal van 24 km rond Port Aransas.